# Jean Lacombe (navigateur)
Pour les articles homonymes, voir Jean Lacombe.
Jean Lacombe (né en 1916 et mort à la Martinique en novembre 1995) est un navigateur français, dont les traversées de l'Atlantique en solitaire ont largement contribué à populariser la croisière à voile en France à partir des années 1960.

## Biographie
Artisan maroquinier, passionné de photo et de peinture, il se lance dans la conception d'un petit voilier de croisière dont il dessine tous les détails et dont il teste la maquette par des moyens empiriques. Il construit ainsi son bateau, un minuscule cotre norvégien de 5,50 m, baptisé Hippocampe. En 1955 il embarque à Toulon pour une traversée de l'Atlantique en solitaire. Malgré son inexpérience, il atteint sans encombre le détroit de Gibraltar, les Canaries puis Porto Rico, et enfin New York. Il tirera de cette aventure un livre intitulé À moi l'Atlantique !.
En 1960, parmi les cinq inscrits à la première édition de la Transat anglaise, il est le seul Français à s'aligner, avec le plus petit des bateaux en course : un Cap Horn (un des nombreux voiliers dessinés par Jean-Jacques Herbulot) de 6,50 m, qui lui a été prêté par les chantiers Jouët. Il termine la course bon dernier, mais fait la preuve qu'un petit voilier économique en contreplaqué, fabriqué en série, est apte à la croisière hauturière.
Il reprend part à la Transat de 1964 et arrive en milieu de classement à la barre d'un Golif de 6,50 m, produit et prêté par les chantiers Jouët. Si son exploit est éclipsé par la victoire d'Éric Tabarly, qui menait un bateau bien plus grand et performant spécialement construit pour la course, le bon comportement du Golif illustre les capacités des voiliers modernes à coque plastique moulée en série. C'est un moment-clé dans le développement moderne de la navigation de plaisance.
Esprit farouchement indépendant et individualiste, dans la lignée d'Alain Gerbault ou de Jacques-Yves Le Toumelin, Jean Lacombe s'éloigne du monde de la compétition au large, destiné à être de plus en plus dominé par la course à l'armement, à la technologie et au sponsoring. Il se fixe à New York, y subsiste, avec des hauts et des bas, comme photographe et cinéaste, non sans poursuivre les traversées océaniques à bord d'un autre bateau de sa conception, Yang.
Il se retire en 1987 en Martinique, où il meurt en novembre 1995.
Vu son activité de cinéaste, il a laissé un grand nombre de rushes en format 16 mm le montrant en action à bord de ses bateaux. Ces images ont été confiées par sa famille à la Cinémathèque de Bretagne. Des extraits de ces bobines figurent dans un documentaire de 52 minutes réalisé par Fabienne Issartel et co-produit par Amip et France 3. Intitulé Moi, Jean Lacombe, marin et cinéaste, et diffusé en novembre 2013, ce film a été récompensé par le prix Mémoires de la mer 2014.